# Waschhaus (Vauboyen)

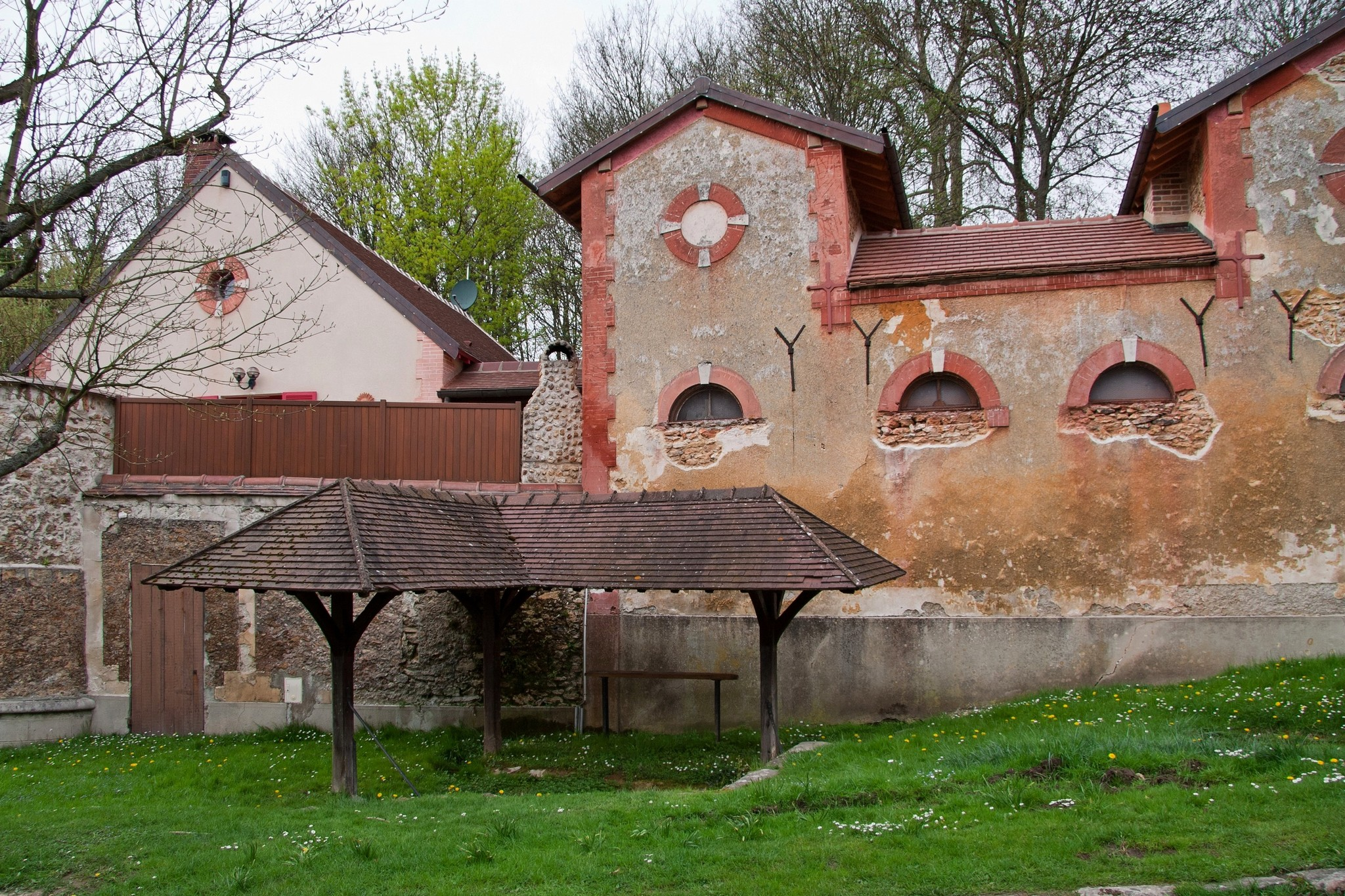
Waschhaus in Vauboyen, im Hintergrund die Nebengebäude des Schlosses

Das Waschhaus (französisch lavoir) in Vauboyen, einem Weiler der französischen Gemeinde Bièvres im Département Essonne der Region Île-de-France, wurde Anfang des 19. Jahrhunderts errichtet.  
Das öffentliche Waschhaus in L-Form wurde von der Schlossherrin den Bürgern geschenkt.